# Канола

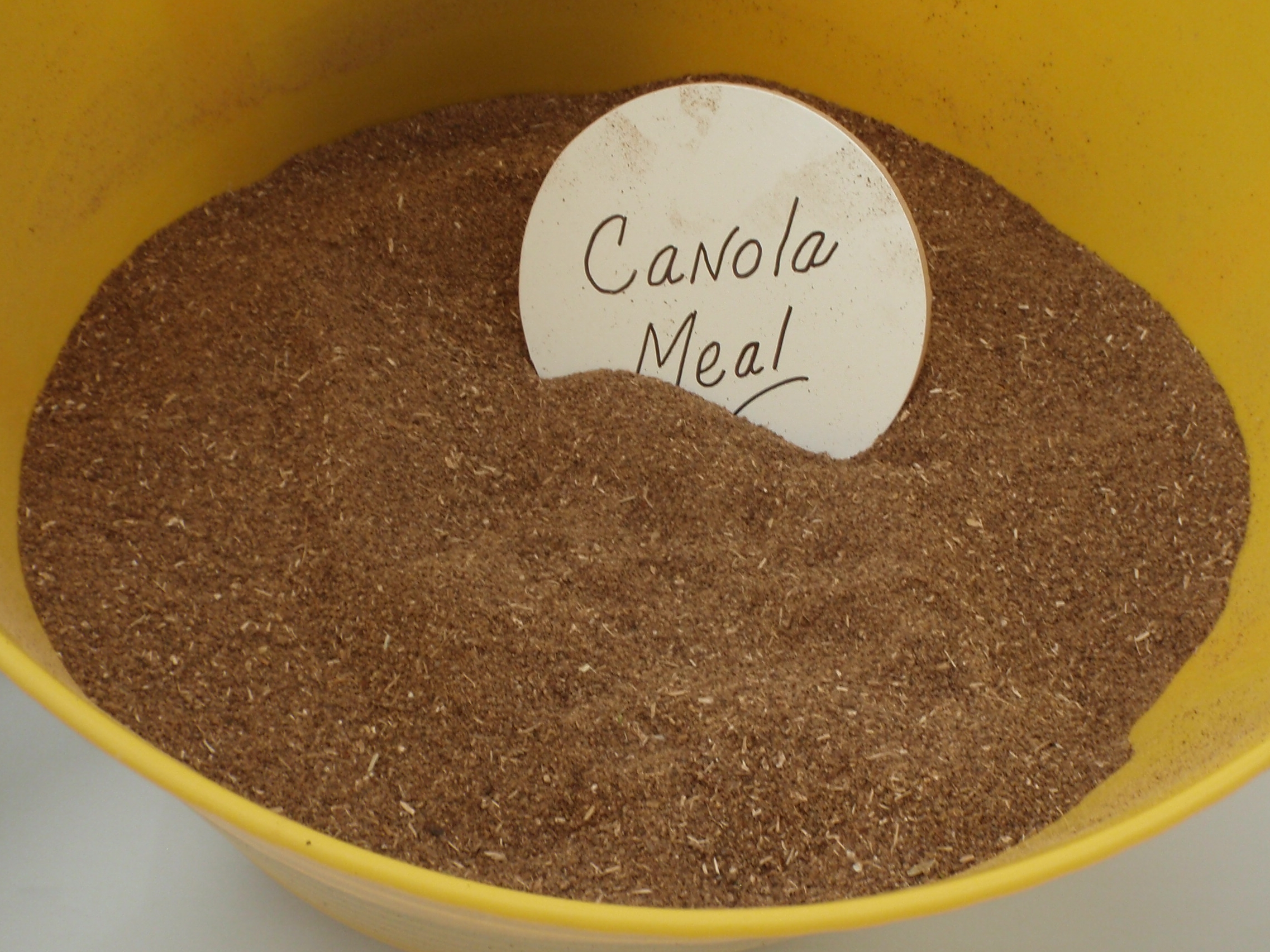
Измельчённые семена канолы

Канола (англ. Canadian Oil, Low Acid «канадское масло пониженной кислотности») — сельскохозяйственная культура, канадские сорта рапса (Brassica napus) и сурепицы (Brassica campestris), семена которых характеризуются пониженным содержанием эруковой кислоты и глюкозинолатов.
Канолой также называют получаемое из семян этой культуры пищевое растительное масло с низким содержанием эруковой кислоты. Из обычного рапса со стандартным содержанием эруковой кислоты получают рапсовое масло.
Площади под канолой в Канаде неуклонно увеличиваются, что обусловлено высоким спросом на биотопливо. Производство канолы в Канаде в 2011 году достигло 6,7 млн тонн.
Масло канолы богато двумя жирными кислотами, которые человеческий организм не может производить. Альфа-линоленовая кислота (ALA) /, которая является незаменимой омега-3 жирной кислотой.

## История
В старину сырое рапсовое масло, обладающее выраженным горчичным вкусом и потому малопригодное в пищу, использовалось для освещения, а затем, с распространением паровых машин, получило широкое употребление в качестве смазочного, поскольку хорошо приставало к металлическим деталям и не смывалось с них водой и паром. Во время Первой мировой войны поставки рапсового масла из Китая и Индии были затруднены, и для восполнения его недостатка правительство Британской Империи увеличило посевы рапса в Канаде. 

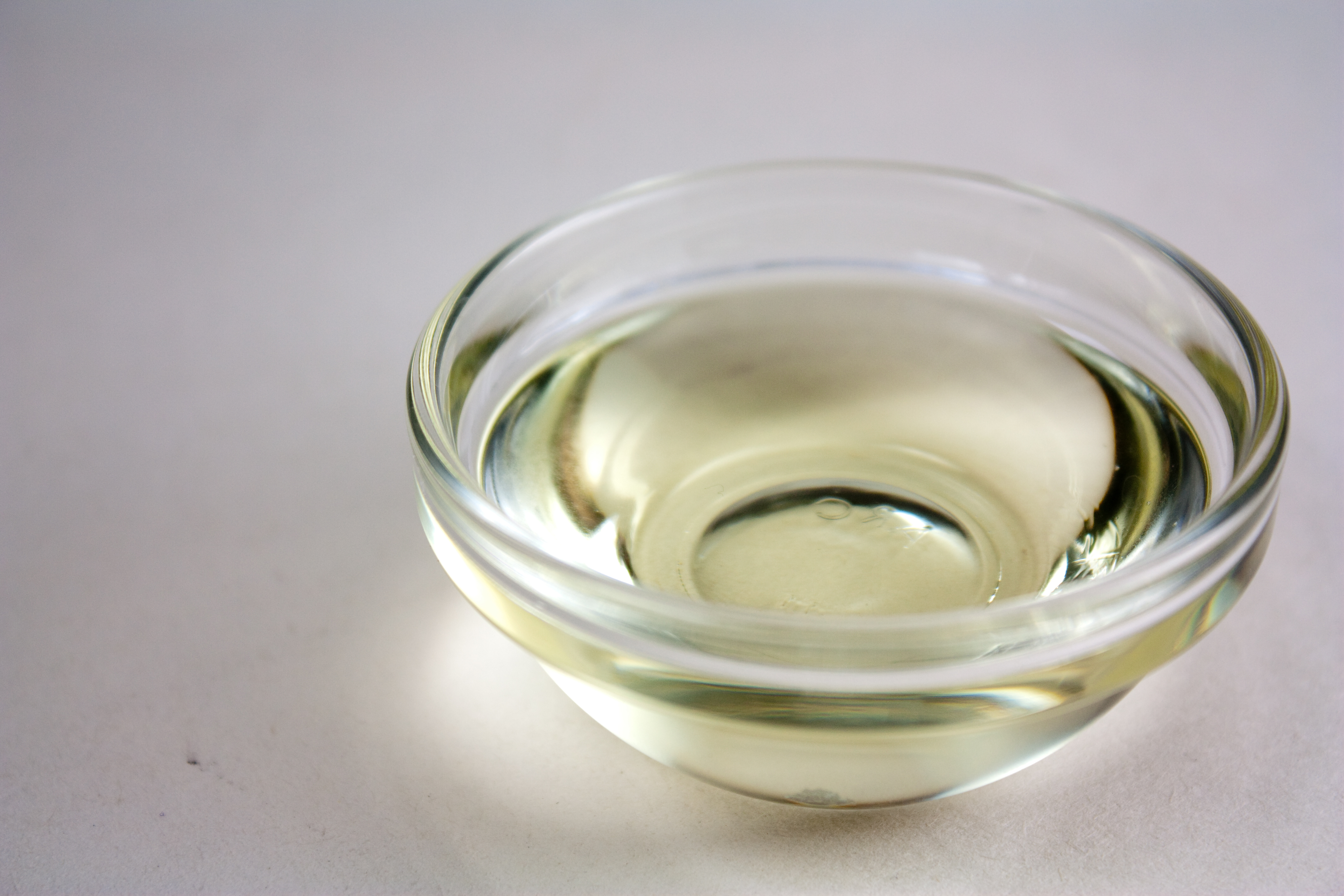
Рапсовое масло сорта «Канола»

После войны, в связи с восстановлением азиатских поставок и общим падением интереса к паровым машинам, потребность в рапсовом масле резко снизилась, и канадские фермеры были вынуждены искать новые пути использования масла. Рынок пищевых продуктов не проявил к нему особого интереса из-за неприятного вкуса, сохраняющегося даже после рафинирования, и, кроме того, появились исследования, указывающие на то, что эруковая кислота, содержащаяся в нём в значительных количествах, вредно влияет на сердце и сосуды. Жёлто-зелёный цвет масла, возникающий из-за большого содержания в нём хлорофилла, также не вызывал энтузиазма у покупателей.
По указанным причинам усилия производителей оказались направлены на вывод сортов рапса, семена которых содержали бы минимальное количество эруковой кислоты и хлорофилла, а также не имели ярко выраженного вкуса. Эти попытки увенчались успехом к концу 70-х годов, и в 1978 году правительство Канады официально зарегистрировало торговую марку Canola. В 1986 году критерии торговой марки Canola были изменены таким образом, что это название может применяться только к рапсу, масло которого содержит менее 2 % эруковой кислоты и твёрдый остаток семян содержит глюкозинолатов не более 30 микромоль на грамм.